# 化科
化科、或稱化科星，簡稱科，是中國命理學(即算命術中)紫微斗數中的四化之一。

## 化科的取法
1. 甲年生人:化科在武曲星
2. 乙年生人:化科在紫微星
3. 丙年生人:化科在文昌星
4. 丁年生人:化科在天機星
5. 戊年生人:化科在右弼星
6. 己年生人:化科在天梁星
7. 庚年生人:化科在天府星
8. 辛年生人:化科在文曲星
9. 壬年生人:化科在左輔星
10. 癸年生人:化科在太陰星

## 相關連結
- 紫微斗數